# Olhomel
Olhomel (biał. Альгомель; ros. Ольгомель) – wieś na Białorusi, w obwodzie brzeskim, w rejonie stolińskim, w sielsowiecie Maleszewo Wielkie.
W miejscowości działa parafia prawosławna; znajdują się tu dwie cerkwie – murowana pw. św. Marii Magdaleny (parafialna) i drewniana pw. Zmartwychwstania Pańskiego (pomocnicza).

## Historia
W dwudziestoleciu międzywojennym leżał w Polsce, w województwie poleskim, w powiecie stolińskim, w gminie Chorsk, w pobliżu granicy ze Związkiem Sowieckim.
W latach międzywojennych miejscowość posiadała status garnizonu Korpusu Ochrony Pogranicza. Ulokowana była tu kompania graniczna KOP „Olhomel”.
Po II wojnie światowej w granicach Związku Sowieckiego. Od 1991 w niepodległej Białorusi.

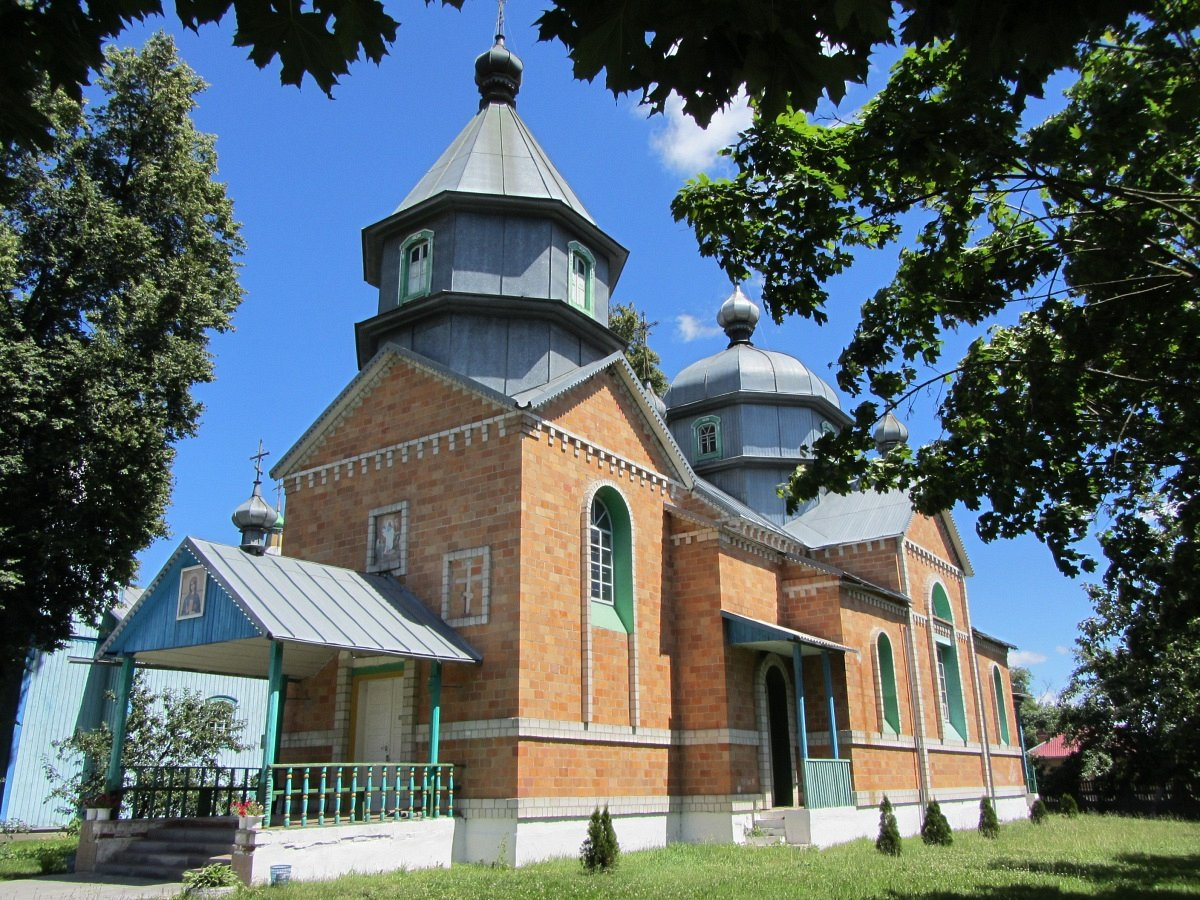
Cerkiew w Olhomlu z 1994
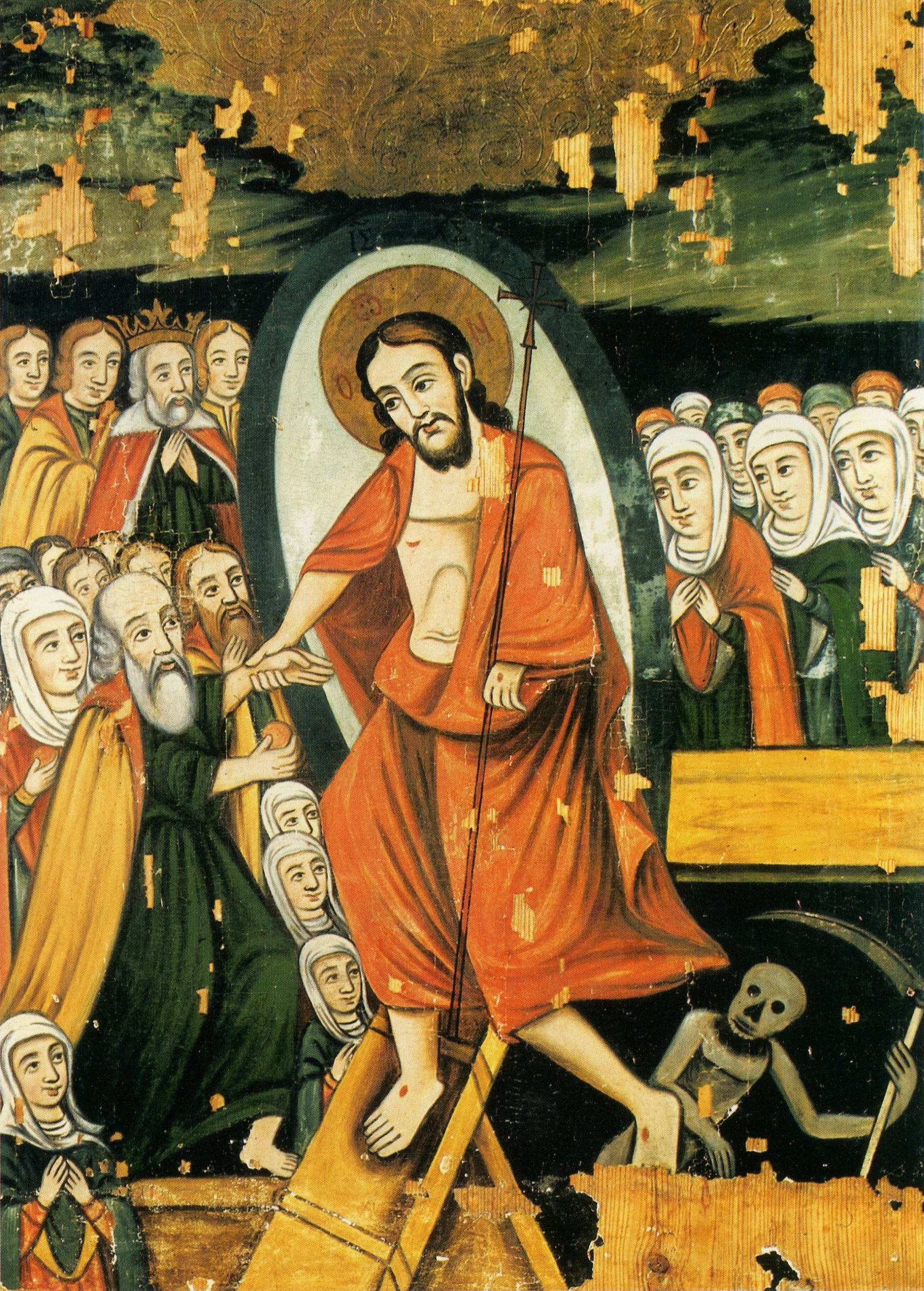
Obraz z Olhomla z końca XVII w.
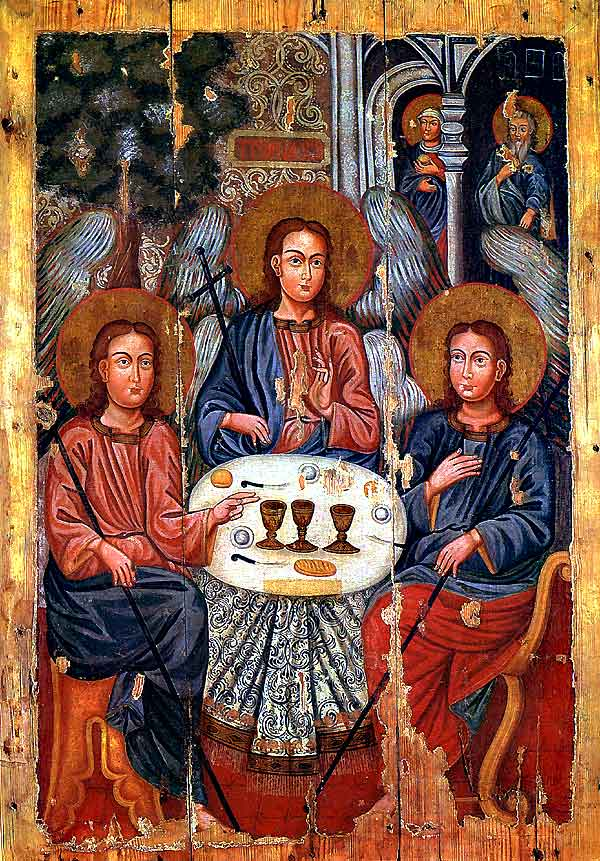
Obraz z Olhomla z XVIII w.